# Japan Karate-Do Ryobu-Kai
La Japan Karate-Do Ryobu-Kai  es una organización internacional de Karate bajo la dirección de Yasuhiro (Takehiro) Konishi, 10.º Dan, hijo del fundador de la organización Yasuhiro Konishi. Tiene sucursales en más de 20 países bajo la dirección de Kiyoshi Yamazaki, 8 º Dan, Director Internacional y Jefe Instructor.
El estilo de karate impartido por la JKR es el Shindo Jinen Ryu, que fue creado por Yasuhiro Konishi, quien estudió junto a Gichin Funakoshi, Chojun Miyagi, Kenwa Mabuni y Choki Motobu. Konishi también entrenó extensivamente con el fundador del Aikido, Morihei Ueshiba, y el linaje de JKR se remonta a las tradiciones del siglo XVI de Takenouchi-ryū Jujitsu. La Japan Karate-Do Ryobu-Kai es el único órgano rector de Shindo Jinen Ryu, y es la única organización de karate importante que nunca ha experimentado un cisma interno.
La formación en la Japan Karate-Do Ryobu-Kai destaca los valores tradicionales japoneses de la disciplina, la asistencia constante, la etiqueta, y el trabajo duro. El estilo Shindo Jinen Ryu incorpora elementos de karate, aikido, jiu-jitsu, kendo en su currículo, y también hace hincapié en la filosofía y la educación. El entrenamiento del karate en el JKR es para toda la vida, y se puede continuar sin importar la edad.
El programa también hace hincapié en Zanshin (la capacidad de un exponente para obtener el dominio sobre su oponente a través de un estado de alerta de la mente) y el mantenimiento de la postura física correcta.
El propósito de la formación en Shindo Jinen Ryu Karate-do es el desarrollo de todo el ser humano, física y mentalmente. A través de largo plazo, dedicada a la formación el alumno aprende a desarrollar y unir a Shin (mente), Gi (técnica), y Tai (cuerpo)

## Historia de Japan Karate-Do Ryobu-Kai
Shindo Jinen Ryu fue fundado por Yasuhiro Konishi, quien nació en 1893 en Takamatsu, Kagawa, Japón. Konishi Sensei comenzó su entrenamiento en artes marciales a los 6 años en el Muso Ryu jiu-jitsu. Cuando entró en el equivalente de una escuela secundaria occidental, comenzó a entrenar en Takenouchi Ryu jiu-jitsu. Este estilo del Jujitsu particular es conocido por sus fuertes patadas y puñetazos, muy similar al karate. A los 13 años, mientras practicaba jiu-jitsu, Sensei Konishi comenzó a estudiar kendo también. En 1915, él comenzó estudios en la Universidad de Keio en Tokio. Si bien la tenencia promedio en la universidad es de cuatro años, Sensei Konishi se mantuvo en la Universidad de Keio durante ocho años a causa de su amor por el kendo y jiu-jitsu. Él era capitán de equipo de kendo de la Universidad de Keio y continuó como entrenador del club de kendo de la universidad después de su graduación.
La primera exposición de "Te" (que más tarde se convirtió en karate) que realizó el Sensei Konishi fue a través de un compañero de clase en la Universidad Keio, Tsuneshige Arakaki de Okinawa. Sensei Konishi encontró las técnicas de "Te" muy similares a las de Takeuchi Ryu jiu-jitsu.
Después de graduarse de la Universidad, se convirtió en un hombre de salario. Sin embargo, no estaba completamente satisfecho con su ocupación. Con el apoyo de su esposa, dejó su trabajo y abrió su propio centro de las artes marciales (Dojo) en 1923 y lo llamó el Ryobu-Kan ("La Casa de Excelencia de Artes Marciales"), dedicado sobre todo a la enseñanza del Kendo y jiu-jitsu.

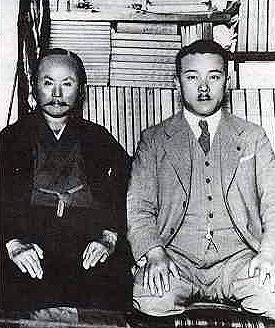
Gichin Funakoshi y Yasuhiro Konishi

En septiembre de 1924, Hironori Ohtsuka, el fundador del estilo Wado-Ryu de Karate, y Gichin Funakoshi, fundador del Karate Shotokan, llegaron a la sala de entrenamiento de kendo en la Universidad de Keio. Se acercaron al Sensei Konishi con una carta de presentación de "Profesor Kasuya de la Universidad de Keio". El Sr. Funakoshi preguntó si sería posible utilizar la sala de entrenamiento para practicar Ryukyu Kempo To-Te Jutsu. Durante esta época, que era inaudito que una escuela de artes marciales permita que un profesor de artes marciales de otro sistema enseñe en su dojo. Dicha solicitud sería considerada un "desafío" para el dojo. Sin embargo, Sensei Konishi fue un visionario en el sentido de que no veía valor en el entrenamiento cruzado; recordó el kata demostrado durante sus días universitarios por Arakaki, y él accedió a la petición de Sensei Funakoshi.
Con la ayuda de Sensei Konishi, Funakoshi estableció un club de la práctica de To-te en la Universidad de Keio (el primer club universitario de karate den Japón). Sensei Konishi, Sensei Funakoshi, y Sensei Ohtsuka eran los instructores principales. A pesar de todo, Sensei Konishi continuó instruyendo el plan de estudios que consta de kendo, jiu-jitsu y boxeo occidental en el Dojo Ryobu-Kan. el Karate-jutsu nació cuando Sensei Funakoshi agregó el Karate a esta mezcla. Hasta este momento, ningún nombre se aplica a los estilos emergentes.
Durante este tiempo, hubo un debate filosófico entre los artistas marciales en cuanto a la definición del budo. Algunos creían que en el Budo se requería de la muerte del oponente, mientras que para otros, ese budo significó el apoyar o educar al oponente en la forma apropiada. Sensei Funakoshi siempre enseñó budo como la técnica y la educación. El Sensei Konishi creyó especialmente en "Bu bun ryo do", traducido como "Para que el karate sea perfecto, no puede ser sólo técnica, sino también educación." Como técnica de las disciplinas del cuerpo, la educación debe disciplinar la mente. Así fue como el Sensei Konishi concluyó que el Budo consiste en educar a su oponente.
Con el tiempo, tres cambios importantes ocurrieron en las enseñanzas originales del karate de Funakoshi. En primer lugar, debido a que el karate fue introducido en el programa de educación física japonesa en el nivel de escuela elemental, Funakoshi asignó los nombres japoneses para reemplazar los nombres de Okinawa de los diferentes kata, por lo que el karate se hizo más fácil de aprender.
El segundo cambio fue la adición de ippon kumite al entrenamiento del karate. Al principio, el entrenamiento del karate era una práctica primarilythe de kata. Sensei Konishi sostuvo que el entrenamiento en kata por sí sola no era suficiente para desarrollar toda la persona. Otras formas de "hacer", como el kendo y el judo, tenían métodos de entrenamiento que consistió en la aplicación de las técnicas con los socios. Sensei Konishi y Sensei Ohtsuka añadió ippon kumite con el régimen de entrenamiento.
El segundo cambio fue la adición de ippon kumite al entrenamiento del karate. Al principio, en el entrenamiento del karate, lo más importante era sobre todo la práctica de kata. El Sensei Konishi sostuvo que el entrenamiento en kata por sí solo no era suficiente para desarrollar toda la persona. Otras formas de "Do", como el kendo y el judo, tenían métodos de entrenamiento que consistió en la aplicación de las técnicas con los compañeros. Sensei Konishi y Sensei Ohtsuka añadieron el ippon kumite en el régimen de entrenamiento.
El tercer cambio más importante se produjo en kanji de "Karate". El kanji original utilizado para escribir "karate" significa "mano china", que indica el origen de las técnicas. En 1929, los profesores y estudiantes de Karate de la Universidad de Keio y el Grupo de Investigación discutieron la traducción del kanji para el karate, y acordó cambiarlo al kanji de "Karate", que significa "mano vacía". Ellos sostienen que este nuevo kanji era una mejor representación de lo que se había convertido en el karate. Este cambio se adoptó ante las protestas de muchos okinawenses, pero sigue siendo la traducción aceptada hasta nuestros días.
El karate gradualmente se hizo más popular y así muchos maestros de Okinawa empezaron a visitar Japón. Debido a la mente abierta del Sensei Konishi, muchos famosos budokas visitaron Ryobu-Kan durante esta época, intercambiando técnicas. Entre ellos estaban: Kenwa Mabuni (fundador del Karate Shito-Ryu), Chojun Miyagi (fundador del Karate Goju-Ryu), y Choki Motobu. Estos tres maestros influyeron en el Sensei Konishi de diversas maneras y dieron contribuciones definitivas al estilo emergente del Sensei Konishi.
El Sensei Konishi consideró a Choki Motobu un genio en las artes marciales e hizo todo lo posible para entrenar con él. La especialidad del Sensei Motobu fue el kata Naifanchin. Como profesor, supo muchos kata, pero solo se los enseñaría al estudiante que haya dominado el Naifanchin. A través de la formación en este kata se hizo famoso por sacar con pala la pierna de su oponente. Aunque físicamente era un hombre grande, el Sr. Motobu era muy ligero sobre sus pies, lo que puede ser la razón por la cual tuvo tanto éxito en el desafío de otros artistas marciales de kumite. Su enseñanza a Sensei Konishi destacó el trabajo de pies y el uso de Ki. El Sensei Motobu no hablaba muy bien japonés, y se basó en amigos para traducir para él mientras le enseñó. Él no era rico y tenía dificultades para mantenerse a sí mismo durante sus visitas a Japón. Sensei Konishi organizó una Sociedad de Apoyo para Choki Motobu e hizo arreglos para seminarios y sesiones de formación en las que Sensei Motobu pudo cobrar honorarios. Sensei Konishi acompañó al Sensei Motobu a muchas sesiones de entrenamiento con el fin de ayudarle a explicar en japonés los conceptos y técnicas de karate.
Chojun Miyagi era un hombre de pocas palabras. Él era famoso por sus grandes manos y su teisho uchi (golpe de palma), y se destacó por agarrar y tirar muy fuerte. Aunque Sensei Konishi no entrenó con el Sensei Miyagi tanto como con otros maestros de karate, Sensei Miyagi hizo impacto en el conocimiento de Karate de Sensei Konishi mediante la presentación de un manuscrito original, un esbozo de Karate-Do, fechado el 23 de marzo de 1934. Este documento ha sido recientemente traducido al inglés y ahora está disponible en todo el mundo.
El Sensei Konishi entrenó extensivamente con Kenwa Mabuni, el fundador de Shito-Ryu. Sensei Mabuni residió en la casa de Sensei Konishi durante unos diez meses a partir de 1927. Se convirtieron en amigos muy cercanos. Sensei Mabuni fue celebrado por el gran número de kata que él sabía y actuó con gran elegancia y tranquilidad. Sensei Konishi desarrolló el kata Seiryu en colaboración con Sensei Mabuni. La influencia de Kenwa Mabuni en Shindo Jinen Ryu es evidente en el plan de estudios del kata en Ryobu-Kai.

### La aceptación formal de Karate en Japón
El Dai Nihon Butokukai, el órgano de gobierno japonés para el budo, era políticamente muy fuerte, establece las normas para la clasificación artistas marciales individuales y firmó todos los certificados de afiliación. Sensei Konishi era ya un miembro a través de kendo y jiu-jitsu, sintió que el karate sería eficaz en la educación del pueblo japonés, así que se aplica a la Dai Nihon Butokukai para reconocimiento de karate. A través de 1934, sin embargo, el gobierno siguió a los títulos de adjudicación en jiu-jitsu y judo, pero no en el karate.
Finalmente, en 1935, el Dai Nihon Butokukai reconoce el karate como miembro y le concedió el Kyoshi ("Master Instructor") a Sensei Konishi, Sensei Miyagi, y Ueshima Sannosuke (el fundador de Kushin Ryu). El Dai Nihon Butokukai también insistió en que todas las artes marciales tengan nombres de estilos, y Sensei Konishi animó a los instructores de karate prominentes de la época para nombrar sus estilos individuales. Debido a sus diligentes esfuerzos para avanzar en el karate en Japón, así como su alto nivel de habilidad en el karate, Sensei Konishi fue asignado en 1938 como el presidente del comité de selección de la Dai Nihon Butokukai que revisó todas las solicitudes de concesión de licencias en el karate jutsu.

### El nombramiento del estilo Shindo Jinen Ryu
Konishi cree que si se camina un camino moralmente correcto en esta vida, entonces usted está, naturalmente, siguiendo el camino divino. Si usted entrena en el karate de una manera natural y dominar su cuerpo, usted podrá ampliar su conocimiento y experiencia, y establecer una base sólida para naturalmente vivir una vida moralmente correcta. Y por eso su estilo, por recomendación de Morihei Ueshiba (el fundador del Aikido), llegó a ser Shindo Jinen-Ryu Karate-Jutsu ("piadoso, estilo natural, camino de las manos vacías").
Sensei Miyagi nombró su estilo Goju-Ryu, ya que mezcla las técnicas duras y blandas. Sensei Mabuni estudio junto a Yasutsune Itosu y Kanryo Higashionna (maestros de Okinawa de To-te), y nombró a su estilo Shito-Ryu, que combina el primer kanji de cada uno de sus nombres. Para Hironori Ohtsuka, el estudio del budo coloca a uno en armonía ("wa") con el universo, su estilo se hizo conocido como Wado-Ryu. Sensei Ueshima estuvo basado en Kushin-Ryu ("Cielo-Corazón") en la idea del universo y de la persona como centro y en armonía. Y los estudiantes convencidos de Sensei Funakoshi nombraron su estilo Shotokan: Shoto, quiere decir, "las ondas del pino", era el seudónimo de Funakoshi.

### Influencia deMorihei Ueshiba
Sensei Konishi y su esposa también recibieron las enseñanzas de Morihei Ueshiba, que seguía enseñando Daito Ryu Aikijujitsu en ese momento. Konishi consideró al maestro Ueshiba como el mejor artista marcial que había conocido. Y llevó esta opinión durante toda su vida. Después de haber entrenado en karate durante tantos años, Sensei Konishi demostró el kata Heian Nidan (que aprendió del Sensei Funakoshi) para el maestro Ueshiba. Sin embargo, el maestro Ueshiba le señaló al Sensei Konishi que "debería abandonar esa tontería de esas técnicas que no son efectivas". Este comentario fue un duro golpe, ya que Konishi creyó en el karate y él sostenía las opiniones de Sensei Ueshiba en la más alta consideración. Sensei Konishi sentía que el karate todavía tenía mucho valor y que tenía la responsabilidad de su desarrollo. Por lo tanto, solicitó que se le permitiera continuar con el entrenamiento en el karate, con la intención de desarrollar las técnicas para que sean aceptables para el gran maestro. Después de muchos meses de estudio y entrenamiento Sensei Konishi desarrolló el kata: "Tai Sabaki" (movimiento corporal). El kata estaba basada en las técnicas del karate pero incorporaba principios adoptados de las enseñanzas de Ueshiba Sensei. Aunque el kata no contenía movimientos complejos, consistía en una cadena ininterrumpida de movimientos fluidos. Después de la demostración de este kata por el Sensei Konishi, el Sensei Ueshiba le expresó: "Esta demostración que has hecho me es satisfactoria, y este kata merece ser perfeccionado". Tiempo después Sensei Konishi desarrollo otros dos katas basados en los principios de "Tai Sabaki". Los tres kata se conocerían después como: Tai Sabaki Shodan, Tai Sabaki Nidan y Tai Sabaki Sandan.

### Seiryu
Por el año 1935, Sensei Konishi desarrolló otro kata: "Seiryu". Durante este periodo Sensei Konishi, Sensei Ueshiba, Sensei Mabuni y Sensei Otsuka entrenaban juntos casi a diario. En ese entonces el gobierno japonés estaba controlado por oficiales de alto rango del ejército imperial. El general en jefe solicitó a Sensei Konishi desarrollar técnicas de defensa personal para mujeres. El primer paso en el cumplimiento de dicha petición fue pedir ayuda a Sensei Mabuni para desarrollar un sistema estandarizado de entrenamiento que facilitara a los estudiantes recordar las técnicas.
Juntos desarrollaron un kata que combinaba la esencia de ambos estilos. Mientras trabajaban para finalizarla, la mostraron a Sensei Ueshiba quien aprobó algunas partes y recomendó algunos cambios. Sensei Ueshiba sentía que el kata debía ser modificado con respecto al género del ejecutante, dada la necesidad de proteger puntos vulnerables muy diferentes con respecto a un varón. Además, usualmente el entrenamiento de las mujeres se llevaba a cabo desde posiciones más elevadas y naturales. Otro factor que influenció fuertemente el kata era la posición social de la mujer del Japón. En la época, la vida de la mujer estaba definida por las costumbres culturales, aun cuando ambos sexos utilizaban "Kimonos" (bata tradicional de uso diario) y calzaban "Geta" (Sandalias de madera). Todos estos factores se consideraron en la creación del kata.
Como resultado de la colaboración de los tres grandes maestros, el kata "Seiryu", contenía la esencia del Aikido y Jujitsu, siguiendo el flujo de la fuerza del oponente en lugar de oponerla. El carácter "Ryu" en el nombre del kata significa "Sauce". Así como un Sauce se flexiona suavemente ante la fuerza del viento, también debe el ejecutante de este kata. El término también implica gran fortaleza, ya que el Sauce no se rompe con el implacable viento. El Kanji de este kata también se puede pronunciar "Aoyagi".

### Durante y después de la Segunda Guerra Mundial
Cuando la Segunda Guerra Mundial estalló, muchos karatekas se enlistaron en el ejército para pelear por su país y el desarrollo del karate encontró un alto temporal. En 1945 con el regreso de la población masculina el karate y budo se desarrollaron e introdujeron al sistema de educación pública. Desde entonces el karate se volvió un estilo de vida en Japón. Mientras Sensei Funakoshi concentró sus esfuerzos en la enseñanza del karate en las escuelas japonensas, Sensei Konishi se encontraba con más frecuencia en los negocios, capacitando empleados. Mientras que para la mente occidental, acostumbrada a la competencia, este comportamiento era inusual, el esfuerzo de ambos maestros fue muy respetado y prácticamente acordado, ya que previno una competición abierta entre ellos.

### Japan Karate-Do Ryobu-Kai en la actualidad
Después de la muerte de Sensei Yasuhiro Konishi en 1983, la autoridad de la organización fue delegada a su hijo Yasuhiro (Takehiro) Konishi, 10.º Dan. Takehiro Konishi cambió su nombre por el de su padre después de su muerte. Él nació el 25 de mayo de 1931, en Tokio, Japón. Se graduó de la universidad de Keio en marzo de 1955. El supervisa las operaciones de todas las escuelas de Karate Do Ryobu Kai en Japón y continúa guiando las políticas y filosofía del Shindo Jinen Ryu. El crecimiento internacional se le confió a su actual director internacional, Kiyoshi Yamazaki, 8.º Dan, con base en Anaheim California, EUA.